# LaPresse
LaPresse è un'agenzia di stampa multimedia italiana con sede a Milano. È una società per azioni guidata dall’imprenditore Marco Maria Durante, che ne detiene la totalità delle quote.

## Storia
La società è stata fondata nel 1994 dall'attuale presidente Marco Maria Durante e dal fratello Massimo. LaPresse nasce come agenzia fotografica con l’acquisizione degli archivi Publifoto Torino di Vincenzo Carrese, Silvio Durante, Silvio Maresca e Fedele Toscani, padre di Oliviero.
Il 31 agosto del 1996 Massimo Durante perde la vita in seguito ad un incidente stradale mentre lavora alla Mostra del Cinema di Venezia e la società passa totalmente al fratello Marco.
L’agenzia amplia e diversifica la propria attività. Accanto al fotoreporting introduce i servizi di videogiornalismo (1997), ufficio stampa, agenzia di stampa (2010), celebrity management (2013) e produzioni televisive (2018).
Nel 2015 acquisisce da PRS Mediagroup il ramo d’azienda videogiornalistico di AGR (Agenzia Giornalistica Radiotelevisiva) e dalla Società Athesis l'agenzia AGA (Agenzia Giornali Associati).
Nel 2017 sigla un accordo pluriennale con l'agenzia di stampa francese Agence France-Presse per distribuirne in Italia testi, foto e video dal 1º gennaio 2018 al 31 dicembre 2020.
Nel 2018 acquisisce il ramo d’azienda fotogiornalistico, giornalistico, cineteleaudiovisivo e fotografico di Olycom.
Il 18 febbraio 2019 firma un accordo di partnership quinquennale (1º gennaio 2020 - 31 dicembre 2024) con Associated Press per la distribuzione esclusiva in Italia di foto, testi e video.

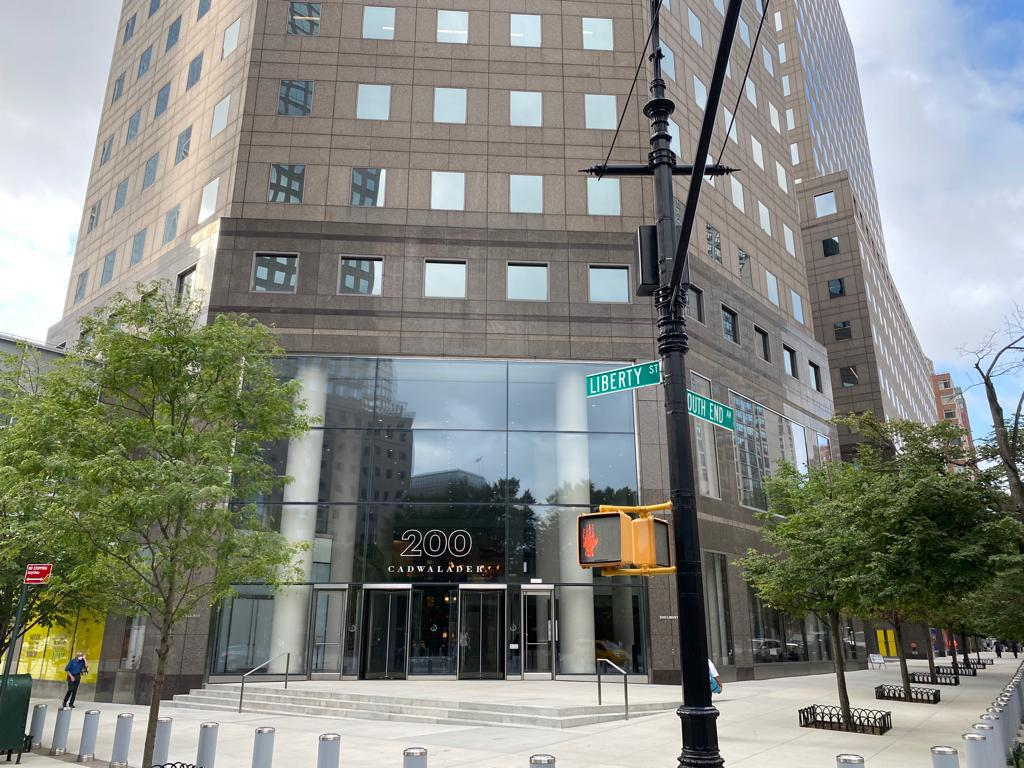
La sede di New York, Liberty Street

 Il 25 novembre 2020 apre LaPresse Usa Inc, con sede legale a New York e altri due uffici dislocati negli Stati Uniti. Nel gennaio del 2021 LaPresse ha lanciato il portale americano www.lapresse.us. Dal 1º gennaio 2023, quale partner AP, LaPresse distribuisce contenuti fotografici, video e testuali in Spagna. È il primo passo del piano di espansione in Europa, che porterà l'azienda ad essere presente in Gran Bretagna e in Germania. Dal 1º giugno 2023 in accordo con gli Americani di Associated Press, LaPresse distribuisce in esclusiva in cinque Paesi del Sud America (Bolivia, Chile, Paraguay, e Uruguay), mentre non in esclusiva in Argentina e Perù.
Il 6 dicembre 2023 il Generale Luciano Carta entra nel Consiglio di amministrazione di LaPresse, con il ruolo di vicepresidente.

## Premi e riconoscimenti
- 2023: «Miglior agenzia di stampa in America», assegnato dal Congresso degli Stati Uniti[21].
- 2023: «Globo d'Oro al miglior documentario»: "Gianni Agnelli, in arte l'Avvocato[22][23]
- 2022: Luiss Global Fellowship Rilasciato dall'Università Luiss Guido Carli Roma

## Direttori responsabili
- Guido Barosio (2010 - 2013)[24]
- Ettore Boffano (2013 - 2014)[25]
- Antonio Di Rosa (2014 - 2017)[26]
- Vittorio Oreggia (2017 - 2021)[27]
- Alessia Lautone (dal febbraio 2021 - in carica)[28]

Nicola Assetta (condirettore 2017 - 2022)